# 1984 في السعودية
تحتوي هذه المقالة على أهم الأحداث التي شهدتها السعودية في 1984، الموافق 28 ربيع الأول 1404 هـ إلى 9 ربيع الثاني 1405 هـ إضافة إلى أهم الشخصيات السعودية التي وُلدت أو تُوفيت في هذه السنة.

## السياسة

### الحكم
الملك: فهد بن عبد العزيز آل سعود

## أحداث

### يناير
- 1: صدور كتاب مدن الملح من تأليف عبد الرحمن المنيف.
- 1: المملكة العربية السعودية تعلن وقوفها إلى جانب القضية الإريترية و عدم ادخارها وسعًا لتقديم كل مساعدة إنسانية ممكنة للشعب الارتيري تخدمه على الصمود حفاظا على حقوقه المشروعة .[1]
- 1: افتتاح ثلاثة عيادات جديدة في مستشفى بريدة المركزي تضم قسم عيادة التجميل و عيادة جراحة الأطفال و عيادة ثالثة هي جراحة المخ والأعصاب ليصبح عدد العيادات العاملة بالمستشفى 14 عيادة .[2]
- 17: إيصال التيار الكهربائي إلى حوالي 2000 قرية  في المنطقة الجنوبية شاملة كل من بيشة و منفوحة و الخضراء و النماص وبللسمر و الجنينه و محايل وسبت العلايا و تهامة عسير و منطقة بارق بناء على إعلان من عبدالرحمن الزامل وكيل وزارة التجارة و رئيس مجلس إدارة الشركة السعودية للكهرباء بالمنطقة الجنوبية .[3]
- 17: بدأ الاكتتاب العام في شركة القصيم الزراعية بعد الترخيص من وزير التجارة وبالتنسيق مع وزير الزراعة بعد الانتهاء من الاكتتاب في الشركة السعودية للصناعات الأساسية (سابك).[4]
- 23: للمرة الأولى افتتاح مركز للنقاهة والتأهيل الطبي بمدينة أبها بسعة تتراوح من 20 إلى 30 سريرًا تحت اشراف مستشفى أبها العام حيث ستوضع فيه الحالات المزمنه التي لا تحتاج إلى إشراف طبي مكثف كما سوف يضاف إليه قسم للعلاج الطبيعي و الأطراف الصناعية .[5]
- 23: إقامة ندوة عن الصحافة السعودية في نادي مكة المكرمة الثقافي .

### مارس
- 5: الملك فهد بن عبدالعزيز آل سعود يزور الظهران و يفتتح ثلاث مشاريح تابعة للشركة السعودية للصناعات الأساسية (سابك) بالجبيل وهي الشركة السعودية للحديد والصلب و الشركة السعودية للميثانول (الرازي) وشركة الجبيل للأسمدة (سماد) وجميع الثلاثة شركات تقع من ضمن الجيل الأول من صناعات سابك الأساسية .[6]
- 5: افتتاح معرض الكتاب الإسلامي بقاعة العلوم الإسلامية من تنظيم الجامعة الإسلامية بالمدينة المنورة ويستمر 10 أيام و يشترك بالمعرض عدد من دور النشر العربية والاسلامية وتتنوع المنشورات من الفقه الإسلامي و العلوم الدينية و الثقافية .[7]

### مايو
- 2: افتتاح مستوصف قرية غطي بمنطقة القريات بالإضافة إلى توسعة سكن الممرضات و إضافة عدد من غرف النوم والصالات بتكلفة تجاوزت 450 ألف ريال .[8]
- 7 : فريق الهلال يحقق الفوز بـ كأس جلالة الملك متغلبا على فريق الأهلي بأربعة أهداف .[9]
- 12: نادري الفروسية في الرياض يقيم حفلا تحت شرف ولي العهد الأمير عبدالله بن عبدالعزيز ولي العهد السعودي .[10]
- 12: حصول منطقة تبوك للاتصالات على المركز الأول طوال العام في مجال خدمات المشتركين خاصة في التحصيل . وإقامة حفل تكريمي لـ "منطقة تبوك للإتصالات" تحت رعاية الأمير عبدالمجيد بن عبدالعزيز أمير منطقة تبوك .[11]
- 25: الاحتفال بالذكرى السنوية الثالثة لقيام مجلس التعاون لدول الخليج العربية حيث تم توقيع الوثيقة التاريخية لقيام مجلس التعاون لدول الخليج العربية يوم 25 مايو عام 1981 م في مؤتمر قمة أبو ظبي .[12]
- 29: افتتاح جسر شارع الخليج بمدينة الرياض بتنفيذ وزارة المواصلات لتسهيل حركة المرور بالعاصمة .[13]
- 29: انشاء 9 مشاريع تعليمية للبنات في منطقة حائل بتكلفه بلغت 24 مليون ريال جميعها في قرى المنطقة.[13]
- 29: افتتاح مجمع رضف للإتصالات بمدينة أبها ويشمل عدة مباني تضم سكن للمتزوجين و آخر للعزاب وسكن للمتدربين الحرفيين و ناد رياضي و صالات ترفيه و ورش صيانة و مسجد ومستودع و مركز طبي بتكلفة إجمالية بلغت 31 مليون ريال .[13]

### يونيو
- 5: قامت أربع طائرات من نوع فانتوم تابعة لإيران باختراق المجال الجوي السعودي وتم التصدي لها وإسقاط طائرتين وإصابة الثالثة ونجحت الرابعة في قصف خزان مياه في مدينة الدمام.[14][15]

### أكتوبر
- 14: إقامة التمرين التعبوي لدرع الجزيرة (2) بمشاركة القوات العسكرية الجوية والبرية والبحرية لدول مجلس التعاون الخليجي . [16]

- 16: فوز المنتخب السعودي لكرة القدم بـكأس آسيا لأول مرة في تاريخه.
- 30: اقتتاح مجمع الملك فهد لطباعة المصحف الشريف بالمدينة المنورة[17]

### ديسمبر
- 28: الأمير سلطان بن عبدالعزيز النائب الثاني لرئيس مجلس الوزراء ينهي زيارته إلى دولة قطر بدعوة من الشيخ حمد بن خليفة آل ثاني ولي العهد .[18]
- 31: ترسية مشروع تحسين و تجميل شوارع مدينة تبوك تشمل سفلته و ارصفة و إنارة المرحلة الثالثة على شركة سعودية بتكلفة إجمالية قدرها 50 مليون ريال و مدة تنفيذ 18 شهر .[19]

## مواليد

### يناير
- 1:
  - معاذ يوسف
  - هند الحريري
- 13: رائف بدوي
- 15: فهد المبارك لاعب كرة قدم سعودي.
- 18: ماجد فرساني لاعب كرة قدم سعودي.
- 25: عبد العزيز السعران لاعب كرة قدم سعودي.

### فبراير
- 3: سعد الحارثي لاعب كرة قدم سعودي.
- 17: عبده برناوي لاعب كرة قدم سعودي.

### مارس
- 2: راشد الرهيب لاعب كرة قدم سعودي.
- 31: أسامة هوساوي لاعب كرة قدم سعودي.

### أبريل
- 2:
  - عبده عطيف لاعب كرة قدم سعودي.
  - عساف القرني لاعب كرة قدم سعودي.
- 24: عزان مقبول لاعب كرة قدم سعودي.

### مايو
- 16: أسامة المولد لاعب كرة قدم سعودي.

### يونيو
- 25: هاني الدبيني لاعب كرة قدم سعودي.

### يوليو
- 1: ماجد أبو مليحة لاعب كرة قدم سعودي.
- 12: هاشم الصبياني لاعب كرة قدم سعودي.
- 25: تيسير الجاسم لاعب كرة قدم سعودي.
- 31: شذى

### أغسطس
- 4: بدر الخميس لاعب كرة قدم سعودي.
- 21: مسفر القحطاني لاعب كرة قدم سعودي.
- 25: فايز العلياني لاعب كرة قدم سعودي.

### أكتوبر
- 10:
  - خالد دخيل العنزي لاعب كرة قدم سعودي.
  - عبد الخالق برناوي لاعب كرة قدم سعودي.
  - فيصل مجرشي لاعب كرة قدم سعودي.
- 13: عبد الله بن متعب بن عبد الله آل سعود
- 16: باسم الشريف لاعب كرة قدم سعودي.
- 26: محمود معاذ لاعب كرة قدم سعودي.
- 29: أحمد درويش لاعب كرة قدم سعودي.

### نوفمبر
- 1: ماجد المرشدي لاعب كرة قدم سعودي.
- 4: طارق الحرقان لاعب كرة قدم سعودي.
- 6: أحمد بوعبيد لاعب كرة قدم سعودي.
- 17: إبراهيم مدخلي لاعب كرة قدم سعودي.
- 20: أحمد سعد عبد الله لاعب كرة قدم سعودي.
- 22: إبراهيم هزازي لاعب كرة قدم سعودي.

### ديسمبر
- 7: ربيع الموسى لاعب كرة قدم سعودي.

## وفيات

### سبتمبر
- 15: ناصر بن عبد العزيز آل سعود (مواليد 1921) سياسي سعودي.
- عبد الله بن ناصر بن عبد العزيز آل سعود، أحد أبناء الأمير ناصر بن عبد العزيز آل سعود.
- سعود بن هذلول بن ناصر الثنيان آل سعود، (مواليد 1906).